# Bredow (Brieselang)
Bredow ist ein Ortsteil der Gemeinde Brieselang im Landkreis Havelland in Brandenburg. Der Ort gehört zur Agglomeration Berlin und war bis zum 26. Oktober 2003 eine eigenständige Gemeinde im Amt Brieselang.

## Lage
Bredow liegt innerhalb des Berliner Urstromtals am Havelländischen Großen Hauptkanal, etwa zweieinhalb Kilometer südöstlich von Nauen und 30 Kilometer westnordwestlich des Stadtzentrums von Berlin. Zum Ortsteil gehören auch die Wohnplätze Bredow-Luch und Bredow-Vorwerk. Die Gemarkung Bredows grenzt im Norden an Nauen, im Osten an Brieselang, im Süden an Zeestow und an Wustermark, im Südwesten an Markee und im Westen wiederum an Nauen.

## Verkehr

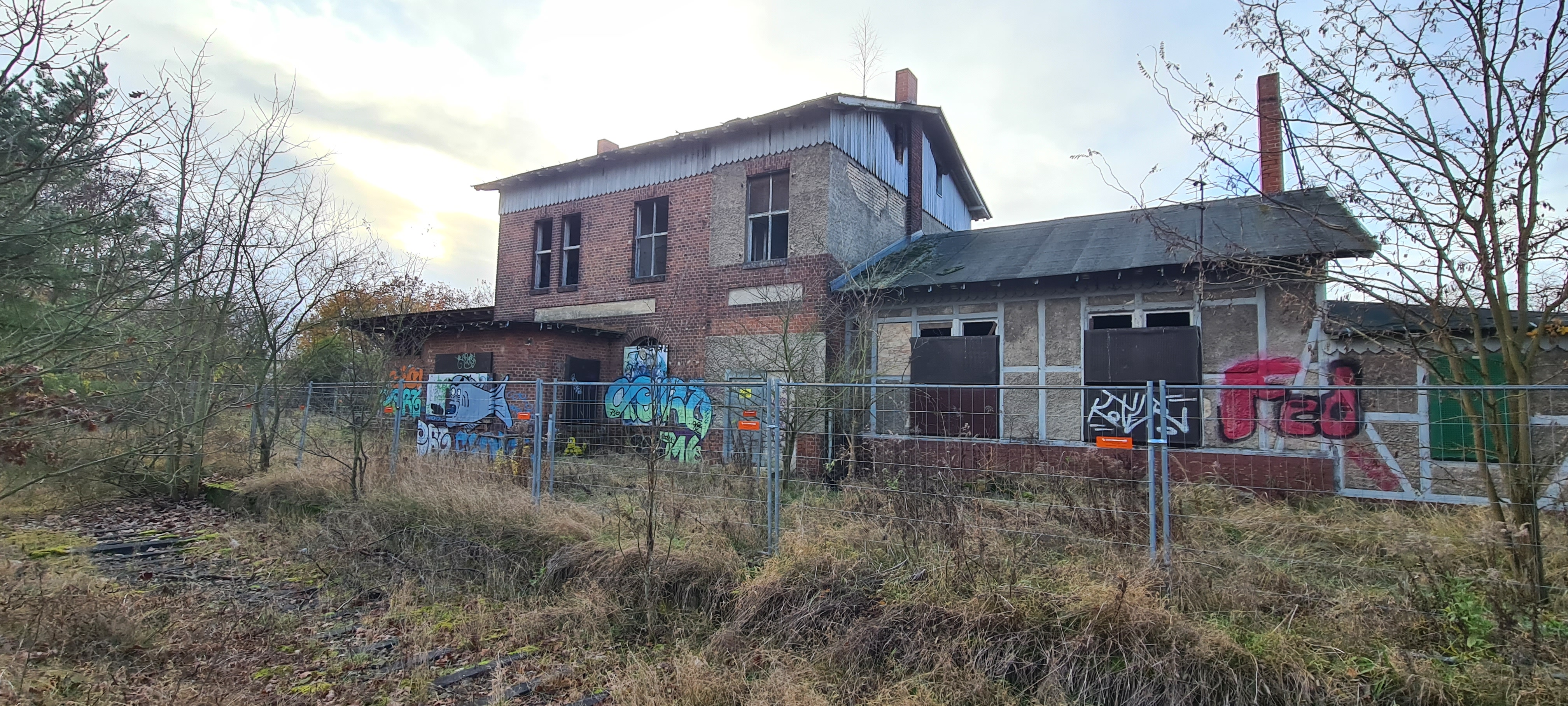
Ehemaliger Bahnhof Bredow (2023)

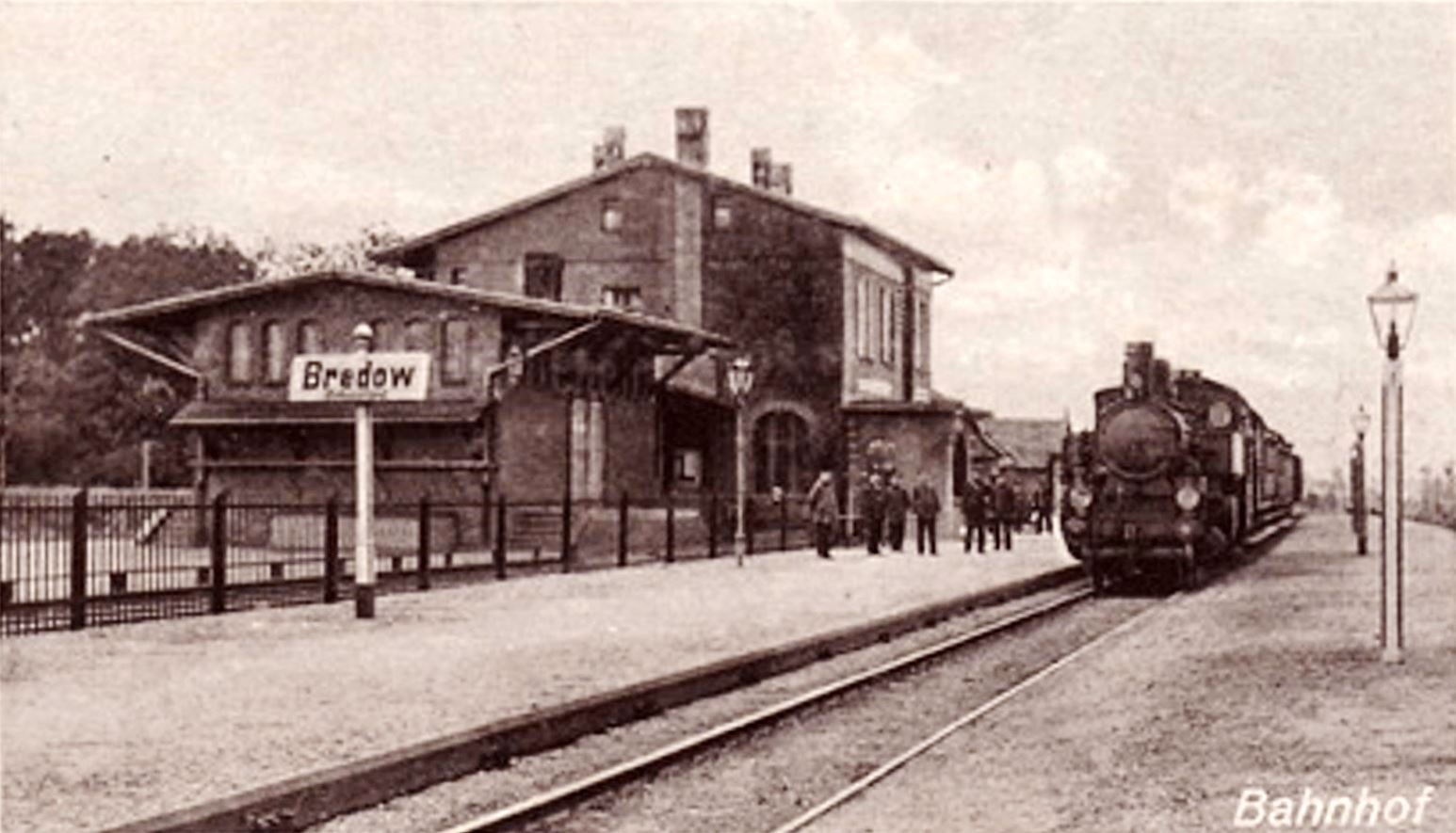
Bahnhof Bredow (um 1910)

Das Straßendorf liegt an der Landesstraße 161. Die Bundesstraße 5 und die Bundesautobahn 10 (Berliner Ring) schneiden ebenfalls die Gemarkung von Bredow. Die Anschlussstelle Brieselang an der A 10 ist knapp vier Kilometer von Bredow entfernt. Die Siedlung Bredow-Vorwerk liegt an der Kreisstraße 6303.
Von 1. September 1902 bis zum 27. Mai 1995 war Bredow mit dem Bahnhof Bredow an das Schienennetz der Deutschen Bahn angebunden. Der Bahnhof lag an der Nebenbahn Oranienburg – Nauen – Jüterbog. Durch Bredow führen Schnellzüge auf der Strecke Berlin – Hamburg. Noch zum 31. August 1992 war der Streckenabschnitt Wustermark–Bredow–Nauen elektrifiziert worden. Der Bahnhof wurde 1999 für 70.000 DM verkauft. Die Summe wurde jedoch nicht bezahlt, so dass der Bahnhof bis heute Eigentum der Deutschen Bahn ist.

## Geschichte und Etymologie

### Frühzeit bis 16. Jahrhundert
Bodenfunde bei Bredow lassen darauf schließen, dass das Gebiet, auf dem Bredow heute liegt, bereits in der Steinzeit besiedelt war. Zu späteren Zeiten existierte dort eine wendische Siedlung, darauf deuten Münz- und Urnenfunde in dem Gebiet um Bredow hin. Das heutige Pfarrdorf taucht erstmals als Bredow in einer Urkunde des Bistums Brandenburg vom 2. Dezember 1208. Der Ortsname ist von dem slawischen Personennamen „Bred“ abgeleitet und deutet somit auf einen früheren Dorfvorsteher oder den Ortsgründer hin. Ab dem Jahr 1240 werden die Herren von Bredow als Besitzer des Dorfes genannt, der Name des Geschlechtes deutet auf die Abstammung aus dem Ort hin. 1309 werden in einer Urkunde ein Matthias von Bredow sowie die Ritter von Broesigke als Standesherren zu Bredow genannt. Von Bredow bezahlte an den Brandenburger Markgrafen Waldemar (auch Woldemar genannt) für die Belehnung mit Bredow insgesamt 206 Mark in Silber. Im Ort gab es zu dieser Zeit bereits ein Schulzengut sowie eine Mühle. Am 29. August 1373 wurden die von Bredow durch Kaiser Karl IV. in ihrem Besitz bestätigt. Im Landbuch der Mark Brandenburg aus dem Jahr 1375 wird Bredow als äußerst ertragreiches Dorf geführt. Nach den Einträgen hatte Bredow in diesem Jahr 56 Hufen, davon waren drei Pfarrhufen. Die von Bredow besaßen einen zehn Hufen großen Hof; außerdem gab es neben einem Krug insgesamt 26 Kossätenhöfe, von denen jedoch drei wüst lagen. Aus dem Jahr 1450 ist die Schreibweise Breydow überliefert. An der Struktur hatte sich nur wenig geändert. Drei Höfe lagen nach wie vor wüst; es gab 21 Kossätenhöfe und einen Schäfer. Ein Jahr später mussten 43 Hufen Zinsen leisten, drei lagen wüst, drei waren verbrannt. Bis 1480 hatten die von Bredow ihren Besitz auf 12 Herrenhufen vergrößert. Im Jahr 1542 erschienen ein Schloss, das Dorf mit Krug und Mühle in den Akten; 1580 eine Schäferei.

### 17. Jahrhundert
Aus dem Jahr 1624 sind 13 Hufner, 27 Kossäten sowie ein Müller, ein Schmied und ein Hirte überliefert. Im Dorf lebten außerdem 14 Paar Hausleute, ein Pachtschäfer sowie die Schäferknechte. Sie bewirtschafteten 39 Hufen. Ein Kossät mit zwei Hufen wurde von den von Bredow freigewilligt, d. h. von Abgaben befreit. Während des Dreißigjährigen Krieges wurde Bredow im Jahr 1625 durch Truppen des Grafen Peter Ernst II. von Mansfeld verwüstet. Nach der Zerstörung wurde Bredow sofort wieder neu aufgebaut, bevor der Ort jedoch im Jahr 1638 wieder überfallen und niedergebrannt wurde. Dennoch war der Ort im Jahr 1641 bereits wieder 59 Hufen groß, davon besaßen die von Bredow 18 Ritterhufen (1663).

### 18. Jahrhundert
Im Jahr 1703 lebten im Ort drei Dreihufner, fünf Zweihufner, ein Anderthalbhufner sowie zwei Halbhufner mit je 1⁄2 Hufe. 15 Hufen lagen wüst, davon waren 9 1⁄4 bzw. 2 5⁄6 im Besitz von zwei Familienzweigen derer von Bredow, die übrigen wurden von zehn Kossäten genutzt. Zwei Kossäten besaßen je 1⁄2 Hufe, sieben Kossäten je 1⁄4 Hufe, ein Kossät 1⁄6 Hufe und 16 Kossäten ohne Landbesitz. Es gab einen Schmied, einen Pachtmüller, einen Pachtschäfer und einen Kuhhirten. Die Bewohner brachten auf 36 1⁄2 Hufen insgesamt 18 Scheffel Roggen-, 15 Scheffel Gersten und 4 Scheffel Hafersaat aus. Im Jahr 1745 lebten in Bredow zehn Bauern und 21 Kossäten; es gab eine Windmühle. Aus dem Jahr 1772 sind 396 „Seelen“ überliefert, die von einem Prediger betreut wurden.

### 19. Jahrhundert

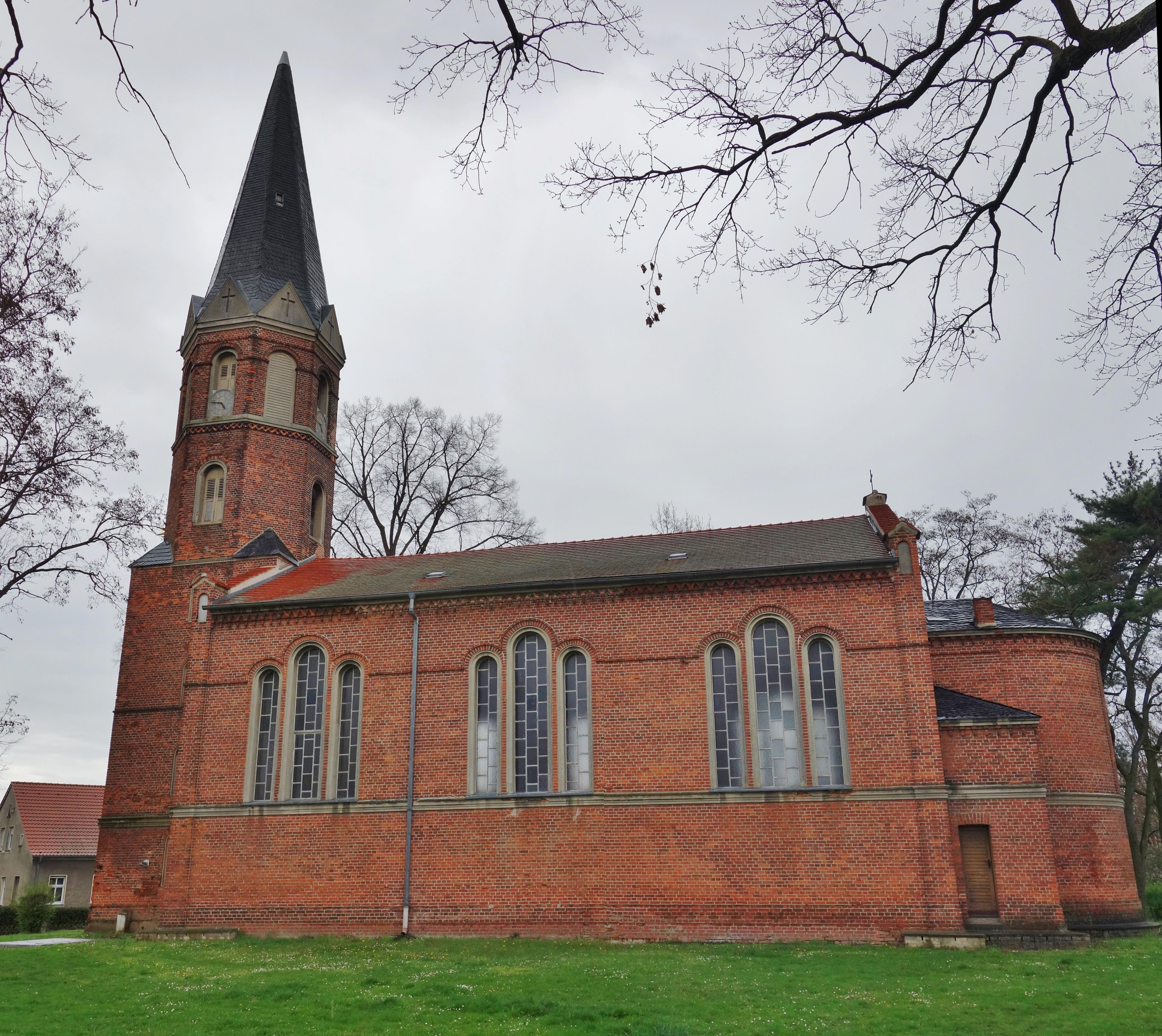
Dorfkirche Bredow

Im Jahr 1800 lebten im Dorf neun Ganzbauern, ein Halbbauer, 20 Ganzkossäten, ein Radmacher und fünf Einlieger. Es gab eine Schmiede, eine Ziegelei, eine Windmühle und einen Krug. Der Förster bewirtschaftet 700 Morgen (Mg) Holz. Im Dorf wurden 50 Feuerstellen (=Haushalte) betrieben. Während der Napoleonischen Kriege der Jahre 1806 und 1807 wurde Bredow von den Franzosen dreimal geplündert. Danach musste das Dorf wiederum neu aufgebaut werden. Im Jahr 1835 wurde in Bredow der Dorfkrug Grünefeld eröffnet, der noch heute betrieben wird. Im Dorf und Rittergut standen im Jahr 1840 insgesamt 50 Wohnhäuser. In dieser Phase war Alexander von Bredow Gutsbesitzer. Ihm folgte sein Sohn Wichard. Er begann seine Karriere auf der Brandenburger Ritterakademie, einem Adelsinternat. Wichard von Rochow war königlich preußischer Rittmeister und Rechtsritter im Johanniterorden, verheiratet mit Hedwig von Stechow-Kotzen.
1859 brannte Bredow vollständig ab, selbiges Schicksal ereignete den Ort im Jahr 1895 ein weiteres Mal. Die Gemarkung war im Jahr 1860 insgesamt 3683 Mg groß und entfiel auf 23 Mg Gehöfte, 34 Mg Gartenland, 1335 Mg Acker, 285 Mg Wiese und 2008 Mg Weide. Das Rittergut war 4419 Mg groß: 30 Mg Gehöfte, 26 Mg Gartenland, 1458 Mg Acker, 1372 Mg Wiese, 653 Mg Weide und 880 Mg Wald. Im Jahr 1900 war das Dorf 948 Hektar, das Gut 1087 Hektar groß. Das Dorf bestand aus acht öffentlichen, 51 Wohn- und 94 Wirtschaftsgebäuden, darunter eine Getreidemühle. Dem Rittergut waren die Abbauten Schäferei, Windmühle und das Forsthaus Brand zugewiesen. Im Gut standen 14 Wohn- und 30 Wirtschaftsgebäude, darunter eine Dampfbrennerei mit Getreidemühle, eine Brennerei und eine weitere Getreidemühle. Dort lebten im Jahr 1894 neben dem Rittergutsbesitzer ein Oberinspektor, ein Brennermeister, ein Schafmeister, ein Hofmeier, ein Rechnungsführer und Amtssekretär, ein Futtermeister, ein Gärtner und ein Förster. Im Dorf arbeiteten vier Bauerngutsbesitzer, 15 Kossäten und sechs Büdner (ein Handelsmann, ein Bäckermeister, ein Schmiedemeister, ein Müller und ein Gastwirt). Es gab weiterhin einen Müller mit Bäckerei, den Pfarrer, zwei Lehrer und zwei Altsitzer. Ebenfalls 1894 findet sich der Rittergutsbesitzer W. von Bredow auf Bredow im Deutschen Millionärs-Adressbuch wieder.
Seiner Familie gehörte um das Jahr 1896 u. a. auch das Gut Trabehn mit Branntweinbrennerei im Kreis Neustettin.

### 20. und 21. Jahrhundert
Um 1900 standen im Dorf 67, im Rittergut zehn Häuser. Bredow bestand im Jahr 1925 aus dem Dorf sowie dem Vorwerk, dem Forsthaus und dem Sägewerk. Am 30. September 1928 wurde das Dorf Glien (Brieselang) mit 105 Hektar aus dem aufgelösten Gutsbezirk Perwenitz in die Landgemeinde Bredow umgegliedert. Am 17. Oktober des gleichen Jahres wurde auch der Gutsbezirk Bredow mit den Dörfern Bredow-Luch und Bredow-Vorwerk als ein vormals faktisch eigenständiger Ort aufgelöst und die Dörfer in die Gemeinde Bredow umgegliedert. Ebenso kamen sechs Hektar aus dem Gutsbezirk Markau und weitere drei Hektar aus dem Gutsbezirk Markee sowie Teile des Gutsbezirks Zeestow I und II mit 8 bzw. 89 Hektar hinzu. Ende der 1920er Jahre, also kurz vor der großen Wirtschaftskrise, bestanden im Dorf Bredow mehrere landwirtschaftliche Betriebe. Das damals letztmals veröffentlichte Landwirtschaftliche Adressbuch für Brandenburg benennt die Höfe der Familien Bernhard Dortschy mit 96 ha, Hermann May mit 67 ha, G. Pardemann besaß 52 ha und Dedo Sumpf genau 53 ha. Das Rittergut Bredow des Rittmeisters d. R. Gerhard von Bredow-Bredow (1874–1945) umfasste 1098 ha. Davon waren 792 ha reine Ackerflächen.
Bredow wuchs auf 85 Wohnhäuser an, mit Stand 1931. Im Dorf gab es im Jahr 1939 einen land- und forstwirtschaftlichen Betrieb mit über 100 Hektar Größe, dem Rittergut. Weitere 14 Betriebe waren zwischen 20 und 100 Hektar, ein Betrieb zwischen 10 und 20 Hektar, drei zwischen 5 und 10 Hektar sowie 17 zwischen 0,5 und 5 Hektar groß. Bei der Bodenreform wurden die größeren Eigentümer enteignet. Die Nachfahren vom letzten Bredower Grundbesitzer Gerhard von Bredow sind zu teils nach Nord- und Südamerika gegangen.
Nach dem Zweiten Weltkrieg wurden im Jahr 1947 insgesamt 1202 Hektar enteignet. Davon wurden 960 Hektar an 290 Eigentümer aufgeteilt: 66 landlose Bauern und Landarbeiter, 19 landarme Bauern, 31 Umsiedler, 166 nichtlandwirtschaftliche Arbeiter und Angestellte sowie acht Altbauern, die eine Waldzulage erhielten. Bis zum 25. Juli 1952 gehörte Bredow zum Landkreis Osthavelland, der bis 1946 zur preußischen Provinz Brandenburg und danach zum Land Brandenburg in der Sowjetischen Besatzungszone und der späteren DDR. Danach gehörte die Gemeinde zum Kreis Nauen im DDR-Bezirk Potsdam. Dort bestand das Dorf im Jahr 1957 mit dem Wohnplätzen Bredow-Luch und Bredow-Vorwerk. In dieser Zeit gründete sich im Jahr 1953 eine LPG Typ III mit 17 Mitgliedern und 59 Hektar Fläche, die sechs Jahre später mit der LPG Brieselang Typ III zur Groß-LPG „7. November“ zusammengeschlossen wurde. Im Jahr 1960 bestand sie als LPG Typ III Bredow-Brieselang-Zeestow mit 357 Mitgliedern und 2012 Hektar Fläche. Im genannten Jahr traten sechs weitere Einzelbauern der LPG bei. Außerdem gab es eine LPG Typ I mit 20 Mitgliedern und 140 Hektar Fläche. Am 1. April 1960 wurde die Gemeinde Bredow erstmals nach Brieselang eingemeindet, am 1. September 1963 erhielt der Ort seine Eigenständigkeit zurück. Nach der Wiedervereinigung gehörte die Gemeinde Bredow zunächst zum Landkreis Nauen, seit dem 6. Dezember 1993 ist sie Teil des Landkreises Havelland. Am 24. März 2002 wurde in Bredow ein Bürgerentscheid durchgeführt, in dessen Ergebnis die Bewohner des Ortes eine Eingemeindung nach Brieselang ablehnten. Trotzdem wurde die Gemeinde ebenso wie auch die Nachbargemeinde Zeestow am 26. Oktober 2003 im Zuge einer Gemeindegebietsreform nach Brieselang eingegliedert. Eine Klage dagegen wurde vom Verfassungsgericht des Landes Brandenburg abgewiesen.

## Bevölkerungsentwicklung
| Jahr | Einwohner |
| ---- | --------- |
| 1875 | 400       |
| 1890 | 450       |
| 1925 | 1027      |

| Jahr | Einwohner |
| ---- | --------- |
| 1933 | 942       |
| 1939 | 867       |
| 1946 | 1.099     |

| Jahr | Einwohner |
| ---- | --------- |
| 1950 | 1212      |
| 1964 | 888       |
| 1971 | 872       |

| Jahr | Einwohner |
| ---- | --------- |
| 1981 | 760       |
| 1989 | 632       |
| 1992 | 605       |

| Jahr | Einwohner |
| ---- | --------- |
| 1997 | 592       |
| 2002 | 670       |

Gebietsstand des jeweiligen Jahres

## Sehenswürdigkeiten
- Die Dorfkirche Bredow ist eine Backsteinkirche aus dem Jahr 1861.

## Persönlichkeiten
- Jakob Friedrich von Bredow, Generalmajor, in Bredow geboren

## Trivia
Ein aus der Groß-LPG „7. November“ hervorgegangener Landwirtschaftsbetrieb streamt seine gesamte Feldarbeit auf Twitch und hat hierbei über 100.000 Zuschauer.